# What If (Tokio Hotel)
What If è un singolo della band tedesca Tokio Hotel, pubblicato il 29 dicembre 2016. È il secondo singolo estratto da Dream Machine.